# Pistolet maszynowy American-180
Pistolet maszynowy American-180 – amerykański pistolet maszynowy opracowany w latach 60. XX wieku, strzelający nabojami .22 Long Rifle lub .22 ILARCO podawanymi z magazynka talerzowego.

## Historia
Koncepcja American-180 wywodzi się od pistoletu maszynowego Casull Model 290, w którym zastosowano magazynek talerzowy, podobny do konstrukcji szeroko stosowanych w czasach przed II wojną światową. Zbudowano tylko 87 egzemplarzy Casull M290, ponieważ broń była zbyt kosztowna w produkcji. American-180 to jego ulepszona i lepiej zbalansowana wersja. Wariant strzelający wyłącznie ogniem pojedynczym, zwany American SAR 180/275, jest nadal produkowany na zamówienie przez firmę E&L Manufacturing z Riddle w stanie Oregon.

## Konstrukcja
Broń działa poprzez konwencjonalny mechanizm odrzutu. Wykorzystuje otwarty zamek i magazynek talerzowy. Strzela z bardzo dużą szybkostrzelnością, wynoszącą do 1200 strzałów na minutę. American-180 był kupowany głównie przez podmioty prywatne przed poprawką Hughesa w 1986 roku, która zakazała produkcji broni w pełni automatycznej na rynek cywilny. Departament Więziennictwa stanu Utah przyjął A180 na uzbrojenie służb więziennych.

## Warianty
- Wariant dwulufowy: firma ILARCO wyprodukowała American 180 w konfiguracji z dwoma lufami. Obie lufy zostały zamontowane na jednej kolbie, broń ważyła ponad 6,4 kg, a jej szybkostrzelność przekraczała 3000 strzałów na minutę[8].
- Wariant czterolufowy: firma ILARCO wyprodukowała amerykański 180 w konfiguracji z czterema lufami. Z każdej z poszczególnych luf można było strzelać w różnych kombinacjach: pojedynczo, z jednej po lewej i jednej z prawej lub ze wszystkich na raz. Lufy zostały zamontowane na dużym trójnogu, a broń miała szybkostrzelność od 3000 do 12 000 strzałów na minutę[9].